# Pavel Kolchin
Pavel Kolchin (en russe : Павел Константинович Колчин, Pavel Konstantinovitch Koltchine), né le 9 janvier 1930 à Iaroslavl et mort le 30 décembre 2010 à Otepää, en Estonie, est un fondeur soviétique. Il est le meilleur fondeur soviétique de sa génération.

## Biographie
Il est le mari d'Alevtina Kolchina, avec qui il partage la Médaille Holmenkollen en 1963 et a un fils Fiodor, coureur du combiné nordique. Il est licencié au Dynamo Moscou.
Il devient champion d'URSS en 1953 (relais), termine deuxième du cinquante kilomètres d'Holmenkollen en 1955 obtient sa première sélection majeure aux Jeux olympiques d'hiver de 1956, où il gagne deux médailles de bronze sur le quinze et le trente kilomètres, faisant de lui le premier non-scandinave à monter sur un podium olympique de ski de fond. Il remporte aussi le titre olympique du relais.
Il connaît une saison 1958 riche en succès, décrochant trois médailles d'argent (quinze kilomètres, trente kilomètres et relais) et deux victoires au Festival de ski d'Holmenkollen (quinze et cinquante kilomètres). Il doit déclarer forfait pour les Jeux olympiques d'hiver de 1960 en raison d'une maladie.
Aux Championnats du monde 1962, il remporte la médaille de bronze sur le relais, mais ne court aucune course individuelle. Il obtient la même récompense aux Jeux olympiques d'hiver de 1964. Il totalise quatorze titres de champion d'URSS durant sa carrière.
Il devient entraîneur de l'équipe nationale soviétique de 1968 à 1976. Il déménage ensuite avec sa femme Alevtina en Estonie, où il continue ses activités d'entraîneur près d'Otepää et obtient la nationalité en 1996.

## Palmarès

### Jeux olympiques
| Épreuve / Édition | Cortina d'Ampezzo 1956 | Innsbruck 1964 |
| 15 km             | Bronze                 | 6e             |
| 30 km             | Bronze                 |                |
| 50 km             | 6e                     |                |
| Relais 4 × 10 km  | Or                     | Bronze         |

### Championnats du monde
| Épreuve / Édition | Lahti 1958 | Zakopane 1962 |
| 15 km             | Argent     |               |
| 30 km             | Argent     |               |
| 50 km             | 6e         |               |
| Relais 4 × 10 km  | Argent     | Bronze        |